# 阿南市立横見小学校
阿南市立横見小学校（あなんしりつ よこみしょうがっこう）は、徳島県阿南市横見町にある公立小学校。

## 概要
横見町および柳島町東部を通学区域とする。
卒業後は阿南市立阿南第一中学校へ進学する。

## 基礎データ
全校生徒数
- 108人（平成26年度）[1]

### 校歌
- 作詞: 宮城文雄
- 作曲: 安田芳郎

### 校訓
- 正しく
- 強く
- すこやかに

## 沿革
- 1889年（明治22年） - 那賀郡中野島村中原尋常小学校（現阿南市立中野島小学校）より分教場として創立。
- 1890年（明治23年） - 横見尋常小学校として独立。
- 1916年（大正5年） - 那賀郡中野島村中野島東尋常小学校と改称。
- 1940年（昭和15年） - 那賀郡中野島村中野島東国民学校と改称。
- 1947年（昭和22年） - 那賀郡中野島村中野島東小学校と改称。
- 1958年（昭和33年） - 町村合併により徳島県阿南市横見小学校となる。

## 通学区域が隣接する学校
- 阿南市立中野島小学校
- 阿南市立宝田小学校
- 阿南市立富岡小学校
- 阿南市立平島小学校